# Sabine Meyer
Pour les articles homonymes, voir Meyer.
Sabine Meyer, née 1959 à Crailsheim, est une clarinettiste allemande, qui se produit internationalement en tant que soliste,,. De 1993 à octobre 2022, elle a été également professeur de clarinette et de musique de chambre  à la Musikhochschule (conservatoire supérieur de musique) de Lübeck.

## Éducation et carrière
Sabine Meyer commence sa formation de clarinettiste à l'âge de 14 ans au Conservatoire supérieur de musique et des arts du spectacle de Stuttgart avec Otto Hermann. Peu de temps après, elle continue ses études au Conservatoire supérieur de musique, théâtre et médias de Hanovre, où elle suit l'enseignement de Hans Deinzer.
Après avoir terminé ses études, elle a d'abord été clarinettiste à l'Orchestre symphonique de la Radiodiffusion bavaroise. Le 1er septembre 1982, l'intendant de l'Orchestre philharmonique de Berlin, à la demande du chef d'orchestre Herbert von Karajan, engage Sabine Meyer en tant que deuxième clarinette solo (au côté de Karl Leister) pour une période d'essai d'un an - elle est la deuxième femme après la violoniste Madeleine Carruzzo à rejoindre cet ensemble.
Cependant, les membres de l'orchestre votèrent par la suite à une large majorité contre son engagement. Il s'ensuivit de sérieuses divergences entre Karajan et l'orchestre, qui amenèrent Sabine Meyer à quitter le poste au bout de neuf mois et à abandonner la carrière de musicienne d'orchestre au profit d'une activité de soliste, d'autant plus qu'elle était déjà de plus en plus demandée en tant que telle,,.
Au cours de sa carrière de soliste, Sabine Meyer s'est produite avec plus de 300 orchestres à travers le monde, dont de nombreux orchestres internationaux de premier plan. Des apparitions à la radio et à la télévision l'ont également emmenée sur tous les continents. Elle est également active dans le domaine de la musique de chambre avec des artistes comme Heinrich Schiff, Gidon Kremer, Oleg Maisenberg, Leif Ove Andsnes, Fazil Say, Martin Helmchen, Juliane Banse , le Quatuor Hagen, le Tokyo String Quartet et le Quatuor Modigliani. En 1994, elle collabore avec le clarinettiste de jazz Eddie Daniels et l'arrangeur/compositeur Torrie Zito (en) ("Blues for Sabine").
En 1983, elle fonde le Trio di Clarone avec son mari Reiner Wehle (de) et son frère Wolfgang Meyer (en), décédé en mars 2019. Le Trio jouait en formation clarinette, cor de basset et clarinette basse ; la clarinette et le cor de basset étaient joués par tous, la clarinette basse seulement par Reiner Wehle. Ainsi, des œuvres pour trois cors de basset ont pu être jouées.
Le répertoire de Sabine Meyer comprend des œuvres des époques baroque, classique et romantique ainsi que des pièces de musique contemporaine. Elle est dédicataire d'œuvres des compositeurs Jean Françaix, Edison Denissov, Harald Genzmer, Toshio Hosokawa, Niccolò Castiglioni, Manfred Trojahn, Aribert Reimann, Peter Eötvös  et dédié à Oscar Bianchi,,,,. 
Avec son mari, Sabine Meyer a d'abord partagé un poste de professeur de clarinette à la Musikhochschule de Lübeck de 1993 jusqu'au semestre d'été 2020. Plus tard, ce poste s'est transformé en 1½ poste, dont Wehle a obtenu un poste à temps plein. Après son départ à la retraite le 31 mars 2020, Jens Thoben (de), ancien élève de Wehle, est devenu le nouveau professeur de clarinette à temps plein à Lübeck, tandis que Sabine Meyer a occupé un demi-poste de professeur jusqu'en octobre 2022. Sabine Meyer poursuit ses activités de concert et de musique de chambre. Au cours de l'année 2025, elle souhaite toutefois faire ses adieux au public après plus de quarante ans d'activité en tant que soliste et musicienne de chambre.
Certains de ses élèves se sont également fait un nom en tant que solistes, comme la clarinettiste israélienne Shirley Brill, la clarinettiste belge Annelien Van Wauwe, le clarinettiste allemand Sebastian Manz (de), le clarinettiste japonais Taira Kaneko, et le clarinettiste sud-coréen Han Kim.

## Récompenses
- 1996 : Prix de Basse-Saxe pour la culture
- 1997 : Membre de la Freie Akademie der Künste (Académie libre des arts) de Hambourg
- 2001 : Prix Brahms de la Société Brahms basée à Heide (Allemagne) (Schleswig-Holstein)[18]
- 2004 : Prix d'Art de Schleswig-Holstein
- 2007 : Prix de musique Praetorius
- 2008 : Chevalier de l'Ordre des Arts et des Lettres (France)[19]
- 2010 : Ordre du mérite de l'État du Bade-Wurtemberg
- 2013 : Ordre du mérite de la République fédérale d'Allemagne, Croix fédérale du mérite 1re classe[20]
- Prix ECHO Klassik, lauréate de huit prix[21]

## Instruments

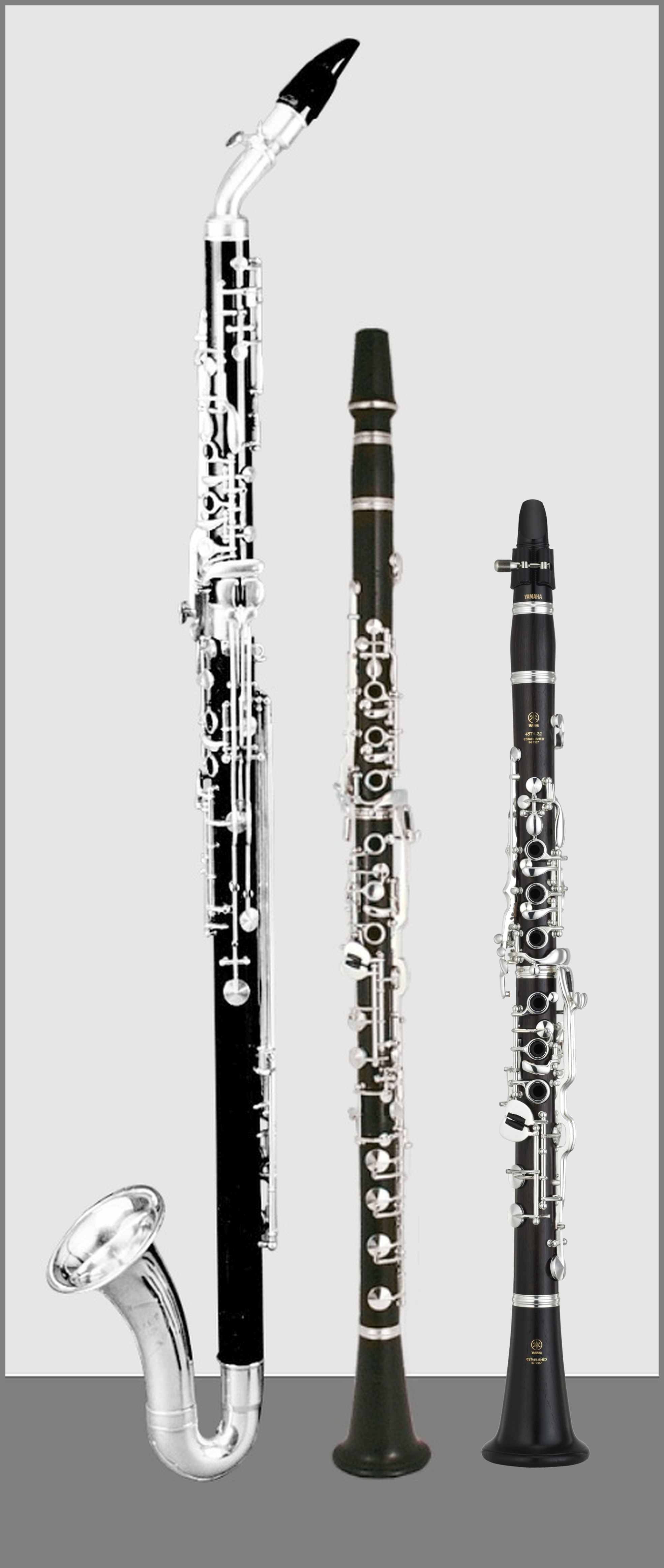
Cor de basset, clarinette de basset et clarinette en si bémol

Sabine Meyer joue de la clarinette et de la clarinette de basset en si bémol et en la, ainsi que d'un cor de basset en fa, tous fabriqués en grenadille par la manufacture Herbert Wurlitzer, et d'un autre jeu de clarinettes en si bémol et en la, fabriqué à partir de bois de buis presque centenaire par la manufacture Seggelke Klarinetten, qu'elle utilise principalement dans le domaine de la musique de chambre.
En ce qui concerne la clarinette de basset et le cor de basset, Sabine Meyer et son mari se sont distingués par les recherches et la renaissance de ces instruments. Il s'agit en effet de deux membres presque oubliés de la famille des clarinettes que Mozart appréciait particulièrement et dont ils ont fait revivre les compositions sur ces mêmes instruments de facture moderne; Sabine Meyer joue depuis 1984, date à laquelle elle s'est fait fabriquer sa première clarinette de basset, le concerto pour clarinette de Mozart dans une version reconstituée par elle-même et Wehle, avec des passages replacés dans le registre grave, sachant que Mozart avait initialement écrit le concerto pour ce modèle de clarinette.

## Vie privée
L'artiste vit avec son mari dans la vieille ville de Lübeck, ils ont deux enfants.

## Enregistrements majeurs
- 1985-1986 : Weber : Concerto pour clarinette no 1, Concerto pour clarinette no 2, Concertino, avec Herbert Blomstedt et Dresden Staatskapelle, et Quintette pour clarinette, avec Jörg Faerber et l'Orchestre de chambre Heilbronn de Württemberg, EMI Classics 7243 5 67989 2 2.
- 1988 : Mozart : Quintette avec clarinette, avec le Sextuor à cordes de Vienne, EMI Classics 7243 5 67648 2 8.
- 1990 : Mozart: Concerto pour clarinette, Symphonie concertante en mi bémol K. 297b, avec Hans Vonk et la Staatskapelle de Dresde, EMI Classics 7243 5 66949 2 7.
- 1995 : Carl Stamitz : Concerto pour clarinette no 1, Concerto pour clarinette no 7, Concerto pour cor de basset, Concerto pour clarinette et basson, avec Sergio Azzolini (Basson) et Iona Brown et Academy of St Martin in the Fields, EMI Classics 7243 5 55511 2 2.
- 1996 : A Night at the Opera, avec Franz Welser-Möst et l'Orchestre de l'Opéra de Zurich, EMI Classics 7243 5 56137 2 1.
- 1999 : Mozart : Concerto pour clarinette, première rhapsodie de Debussy, Takemitsu Fantasma/Cantos, avec Claudio Abbado et l'Orchestre Philharmonique de Berlin, EMI Classics 7243 5 56832 2 9.
- 1999 : Brahms : Quintette pour clarinette, avec le Quatuor Alban Berg, EMI Classics 7243 5 56759 2 7.
- 2007 : Saint-Saëns : Sonate pour clarinette, Poulenc: Sonate pour clarinette, Devienne: Sonate pour clarinette no 1, Milhaud: Scaramouche, avec Oleg Maisenberg, EMI Classics 0946 3 79787 2 6.
- 2007 : Franz Krommer : Concerto pour deux clarinettes, avec Julian Bliss, Spohr: Concerto pour clarinette No. 4, (Clarinette) et Kenneth Sillito et l’Académie de St. Martin in the Fields, EMI Classics 0946 3 79786 2 7.
- 2007 : Concerto pour clarinette de Carl Nielsen, Quintette à vent, avec Simon Rattle et l'Orchestre Philharmonique de Berlin, EMI Classics 0946 3 94421 2 6.
- 2007 : Carl Nielsen : Clarinet & Flute Concertos; Wind Quintet, Warner Classics
- 2008 : Jazz Clazz, Timba Records
- 2009 : Mozart et Bach : Adagios & Fugen, Avi
- 2010 : Sabine Meyer - A Portrait, Warner Classics
- 2011 : Mozart : musique de chambre avec clarinette, EMI Music
- 2013 : Mozart, Brahms : Clarinet Quintets, Sony Classical.
- 2013 : Mozart Arias, Sony Classical.
- 2015 : Mozart (Concerto pour clarinette / Sinfonia concertante), Warner Classics